# Сэйто Сакакибара
Сэйто Сакакибара (яп. 酒鬼薔薇 聖斗 Сакакибара Сэйто, 7 июля 1982 , Кобе) — псевдоним японского школьника Синъитиро Адзумы (яп. 東 真一郎 Адзума Синъитиро:), признанного виновным в убийствах 10-летней Аяки Ямаситы (яп. 山下 彩花 Ямасита Аяка) и 11-летнего Дзюна Хасэ (яп. 土師 淳 Хасэ Дзюн). Настоящее имя убийцы не разглашалось, так как японское законодательство запрещает разглашение информации о личности несовершеннолетних преступников (в официальных документах Сакакибара фигурировал как «Мальчик А»).

## Убийства, письма, арест
16 марта 1997 года Сакакибара совершил первое убийство. Вот как он описывает его в своём дневнике: «Сегодня я провёл священный эксперимент, чтобы подтвердить хрупкость человеческого бытия… Я ударил девочку молотком в лицо, когда она повернулась ко мне. Я думаю, я ударил её несколько раз, но я был слишком взволнован, чтобы запомнить точно». Он снова касается этого убийства в записи за 23 марта: «Этим утром моя мама сказала мне: „Бедная девочка. На неё напали и, кажется, она умерла“. Пока нет никаких следов того, что они меня найдут… Я благодарю тебя, Бамойдоки (синигами), за это… Пожалуйста, продолжай защищать меня».
27 мая 1997 года на лестнице перед входом в начальную школу Тайнохата дворником была найдена голова Дзюна Хасэ, пропавшего 24 мая. Голову Хасэ Сакакибара отрезал ножовкой, а искалеченное тело он оставил под домиком на дереве недалеко от школы. В рот была засунута записка, написанная красными чернилами: «Игра начинается… Полицейские, остановите меня, если сможете… Я жажду видеть, как умирают люди. Совершение убийств захватывает меня». В конце было написано по-английски: «shool (sic) kill», а далее шла комбинация из иероглифов, означающих: сакэ, демон, роза, святой, голова — которые складываются в слово Сакакибара. На стенах возле школы были обнаружены крестообразные символы, напоминающие знаки, которые оставлял серийный убийца по прозвищу Зодиак из Сан-Франциско, также рядом с местом преступления были найдены два изуродованных кошачьих тела. 28 июня 1997 года Сакакибара был арестован как подозреваемый в убийстве. Вскоре после ареста «Мальчик А» сознался в убийстве Аяки Ямаситы и в нападении ещё на трёх девочек в период между убийствами.

## Лечение и освобождение
Убийца был отправлен в специальное медицинское исправительное учреждение для несовершеннолетних преступников, в марте 2004 года был освобождён.